# Vahid Halilhodžić
Vahid Halilhodžić (Jablanica, 1952. október 15. –) jugoszláv válogatott labdarúgó, edző.

## Statisztikája edzőként
Legutóbb frissítve: 2020. október 13-án
| Csapat              | Nemzet           | –tól            | –ig            | Eredményességi mutató | Eredményességi mutató | Eredményességi mutató | Eredményességi mutató | Eredményességi mutató |
| Msz                 | Gy               | D               | V              | Gy %                  |                       |                       |                       |                       |
| ------------------- | ---------------- | --------------- | -------------- | --------------------- | --------------------- | --------------------- | --------------------- | --------------------- |
| Raja Casablanca     | marokkó          | 1997 június     | 1998 október   | 45                    | 28                    | 14                    | 3                     | 62.22                 |
| Lille               | francia          | 1998 október    | 2002 június    | 159                   | 79                    | 44                    | 36                    | 49.69                 |
| Rennes              | francia          | 2002 november   | 2003 július    | 43                    | 15                    | 10                    | 18                    | 35.71                 |
| Paris Saint-Germain | francia          | 2003 július     | 2005 február   | 80                    | 36                    | 27                    | 17                    | 45                    |
| Trabzonspor         | török            | 2005 október    | 2006 június    | 26                    | 12                    | 5                     | 9                     | 46.15                 |
| ál-Ittihád          | Szaúd-Arábia     | 2006 június     | 2006 augusztus | 10                    | 7                     | 1                     | 2                     | 70                    |
| Elefántcsontpart    | Elefántcsontpart | 2008 május      | 2010 január    | 22                    | 12                    | 9                     | 1                     | 54.55                 |
| Dinamo Zagreb       | horvát           | 2010 augusztus  | 2011 május     | 32                    | 24                    | 4                     | 4                     | 75                    |
| Algéria             | algéria          | 2011 június     | 2014 július    | 31                    | 19                    | 5                     | 7                     | 61.29                 |
| Trabzonspor         | török            | 2014 június     | 2014 november  | 14                    | 4                     | 8                     | 2                     | 28.57                 |
| Japán               | japán            | 2015 március    | 2018 április   | 35                    | 19                    | 9                     | 7                     | 54.29                 |
| Nantes              | francia          | 2018 október    | 2019 július    | 36                    | 16                    | 6                     | 14                    | 44.44                 |
| Marokkó             | marokkó          | 2019. augusztus | jelenlegi      | 6                     | 3                     | 3                     | 0                     | 50                    |
| összesen            | összesen         | összesen        | összesen       | 541                   | 274                   | 147                   | 120                   | 50.65                 |

## Sikerei, díjai

### Játékosként
- Velež
  - Jugoszláv kupa: 1980-81
- Nantes
  - Francia bajnok: 1982-83
- Jugoszlávia U21
  - U21-es labdarúgó-Európa-bajnokság: 1978

### Menedzserként
- Raja Casablanca
  - CAF-bajnokok ligája: 1997
- Lille
  - Francia másodosztály bajnok: 1999-00
- Paris St. Germain
  - Francia kupagyőztes: 2003-04

### Egyéni
- Francia gólkirály (2): 1982-83, 1984-85
- U21-es labdarúgó-Európa-bajnokság aranylabdása: 1978
- U21-es labdarúgó-Európa-bajnokság aranycipőse: 1978

## Külső hivatkozások
- Vahid Halilhodžić sport.becka-raja.at
- Vahid Halilhodžić Jugoszláv statisztikája Reprezentacija.rs
- Vahid Halilhodžić – a FIFA adatbázisában
- Vahid Halilhodžić adatlapja a National-Football-Teams.com oldalon (angolul)